# Wincenty Domisz

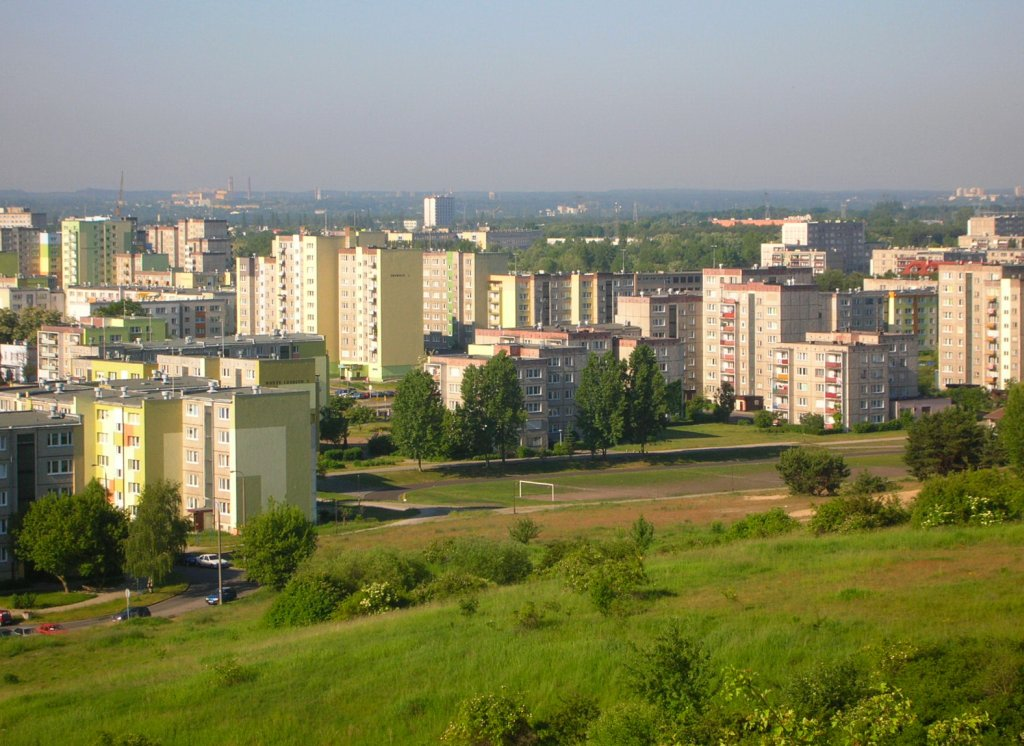
Bydgoska dzielnica Fordon, której budowa rozpoczęła się za kadencji Wincentego Domisza

Wincenty Domisz (ur. 10 grudnia 1929, zm. 28 stycznia 2006) – polski działacz samorządowy, prezydent Inowrocławia (1963–1973) i Bydgoszczy (1976–1982).

## Życiorys
Urodził się w Jeżewie k. Świecia. W latach 1944–1945 przebywał na przymusowych robotach w Niemczech. Po wojnie uczył się i pracował. W 1947 został czeladnikiem w zawodzie piekarz-cukiernik, a potem księgowym w Toruńskiej Spółdzielni Spożywców. 
Maturę zdał w Liceum im. Jana Kasprowicza w Inowrocławiu. Służył w wojsku w latach 1949–1952 i następnie pracował jako księgowy. Studiował prawo na UMK w Toruniu (1961–1964) i UAM w Poznaniu (1964–1966).
W latach 1959–1963 pełnił funkcję sekretarza Prezydium Miejskiej Rady Narodowej, a od 1963 był przewodniczącym Prezydium MRN w Inowrocławiu.
W latach 1973–1975 został przewodniczącym Prezydium MRN, a w latach 1976–1982 był prezydentem Bydgoszczy.
Za jego kadencji powstało wiele osiedli mieszkaniowych, zapoczątkowano budowę Nowego Fordonu, budowano szpitale i szkoły. Rozpoczęły działalność Akademia Muzyczna, Akademia Medyczna i nowe zakłady Akademii Techniczno-Rolniczej. Bydgoszcz była miejscem dużych imprez sportowych: Ogólnopolskiej Spartakiady Młodzieży i Młodzieżowych Lekkoatletycznych Mistrzostw Europy.
W pierwszych dniach stanu wojennego odwołano go z funkcji prezydenta miasta. W 1983 był współzałożycielem Międzyzakładowej Spółdzielni Mieszkaniowej „Zrzeszeni”, której szefował do 1999, budując w tym czasie m.in. nowe osiedle na Osowej Górze.
Współorganizował Bydgoskie Impresje Muzyczne, Festiwal Młodzieżowych Orkiestr Dętych, Festiwal Filmów Amatorskich i wiele innych imprez kulturalnych. Przez 27 lat kierował Towarzystwem Przyjaciół Sztuki. Był przyjacielem Towarzystwa Miłośników Miasta Bydgoszczy.
Do końca swego życia mieszkał w Bydgoszczy. Po śmierci w 2006 został pochowany na cmentarzu Nowofarnym.
W 2005 powstał wniosek grupy mieszkańców miasta Inowrocławia o nadanie mu tytułu honorowego obywatela miasta, który został jednak odrzucony przez Radę Miasta.